# Заместитель коменданта корпуса морской пехоты США
Заместитель коменданта корпуса морской пехоты США (англ. Assistant Commandant of the Marine Corps (ACMC)) — является вторым высшим должностным лицом в корпусе морской пехоты США, и служит заместителем коменданта корпуса морской пехоты (англ. Commandant of the Marine Corps). До 1946 года эта должность была известна как помощник коменданта (англ. Assistant to the Commandant of the Marine Corps).
Заместитель коменданта номинируется на должность Президентом США, после чего он должен быть утвержден в должности большинством голосов в Сенате. В случае, если комендант отсутствует или не может выполнять свои обязанности, заместитель коменданта несёт обязанности коменданта. По этой причине, заместителем коменданта назначаются военные в звании, которое соответствует званию коменданта; с 1971 года каждый заместитель коменданта, по уставу, должен быть в звании четырёхзвёздного генерала. Кроме того, он может выполнять и другие обязанности, которые комендант ему назначит. Исторически сложилось так, что заместитель занимает должность в течение двух-трёх лет. В последние десятилетия заместителем коменданта неоднократно становились лётчики морской авиации. Джеймс Эймос — первый авиатор, который служил заместителем коменданта, а затем был назначен комендантом.

## Список заместителей

### Помощники коменданта
В 1946 году было введено официальное звание «Заместитель коменданта корпуса морской пехоты США». До этого времени должность носила название «Помощник коменданта». До 1918 года существовала только должность «дежурного в управлении коменданта». До начала Первой мировой войны сведений об этой должности не сохранилось, поскольку комендант выполнял только административные функции и у него не было заместителя
Первым помощником коменданта стал подполковник (полковник с 1914 года) Эли Коул, принявший пост 29 апреля 1911 года. С 29 апреля 1911 года по 16 октября 1946 года, 19 человек занимали пост помощника, пятеро из них позднее сами стали комендантами: Джон Лэджен, Уэнделл Невилл, Бен Фуллер, Джон Рассел-младший, и Александер Вандегрифт.
| #  | Фото | Ранг              | Имя                   | Начало срока     | Конец срока      | Стал комендантом |
| -- | --- | ----------------- | --------------------- | ---------------- | ---------------- | ---------------- |
| 1  | This image is inserted to represent no image | Полковник         | Eli K. Cole           | 29 апреля 1911   | 1 января 1915    | Нет              |
| 2  | A black and white image of John A. Lejeune, a white male in his Marine Corps dress blue uniform. A medal is clearly visible around his neck. He is not wearing a hat.                                                     | Бригадный генерал | Джон Лэджен           | 1 января 1915    | 10 сентября 1917 | Да               |
| 3  | A black and white image of Charles G. Long, a white male in his Marine Corps uniform | Бригадный генерал | Charles G. Long       | 11 сентября 1917 | 13 августа 1920  | Нет              |
| 4  | A black and white image of Wendell C. Neville, a white male in his Marine Corps dress blue uniform. He is wearing a hat and his French Fourragère can be seen, in addition to several ribbons.                            | Генерал-майор     | Уэнделл Невилл        | 14 августа 1920  | 11 июля 1923     | Да               |
| 5  | A black and white image of Logan Feland, a white male in his Marine Corps Service A uniform. He is wearing a hat several ribbons and a Fourragère. He also has a leather strap from his right shoulder to his left waist. | Бригадный генерал | Logan Feland          | 13 июля 1923     | 31 июля 1925     | Нет              |
| 6  | A black and white image of Williams Dion, a white male in his Marine Corps dress blue uniform. He is wearing a hat and several ribbons.                                                                                   | Бригадный генерал | Dion Williams         | 1 августа 1925   | 1 июля 1928      | Нет              |
| 7  | A black and white image of Ben Fuller, a white male in his Marine Corps dress uniform. He has white hair and is not wearing a hat. The background is cloudy and the outside edges of the picture are grayed out.          | Бригадный генерал | Бен Фуллер            | 2 июля 1928      | 8 июля 1930      | Да               |
| 8  | A black and white image of John Myers, a white male in his Marine Corps dress blue uniform. He has a moustache, is wearing a hat and several ribbons are visible.                                                         | Бригадный генерал | John Twiggs Myers     | 1 августа 1930   | 1 февраля 1933   | Нет              |
| 9  | A black and white image of John Russell, a white male in his Marine Corps dress uniform | Бригадный генерал | Джон Рассел-младший   | 1 февраля 1933   | 28 февраля 1934  | Да               |
| 10 | A black and white image of Douglas McDougal, a white male in his Marine Corps dress uniform | Бригадный генерал | Douglas C. McDougal   | 8 апреля 1934    | 22 апреля 1935   | Нет              |
| 11 | A black and white image of Louis Little, a white male in his Marine Corps dress uniform | Бригадный генерал | Louis M. Little       | 22 апреля 1935   | 6 мая 1937       | Нет              |
| 12 | A black and white image of Holland Smith, a white male in his Marine Corps dress uniform | Бригадный генерал | Холланд Смит          | 1 апреля 1939    | 25 сентября 1939 | Нет              |
| 13 | A black and white image of Alexander Vandegrift, a white male in his Marine Corps dress uniform | Бригадный генерал | Александер Вандегрифт | 1 марта 1940     | 18 ноября 1941   | Да               |
| 14 | A black and white image of Charles Barrett, a white male in his Marine Corps dress uniform | Бригадный генерал | Charles D. Barrett    | 19 ноября 1941   | 12 марта 1942    | Да               |
| 15 | A black and white image of Ralph S. Keyser | Бригадный генерал | Ralph S. Keyser       | 28 марта 1942    | 24 мая 1942      | Нет              |
| 16 | A black and white image of Harry Schmidt, a white male in his Marine Corps dress uniform | Генерал-майор     | Harry Schmidt         | 25 мая 1942      | 1 августа 1943   | Нет              |
| 17 | A black and white image of Keller Rockey, a white male in his Marine Corps dress uniform | Генерал-майор     | Keller E. Rockey      | 2 августа 1943   | 17 января 1944   | Нет              |
| 18 | A black and white image of Dewitt Peck | Генерал-майор     | Dewitt Peck           | 20 января 1944   | 30 июля 1945     | Нет              |
| 19 | A black and white image of Allen Turnage, a white male in his Marine Corps dress uniform | Генерал-майор     | Allen H. Turnage      | 1 сентября 1945  | 16 октября 1946  | Нет              |

### Заместитель коменданта корпуса морской пехоты
В 1946 году Конгресс США учредил должность: «Заместитель коменданта корпуса морской пехоты» и этого времени её занимали 31 человек. Генерал-майор Лемюэл Шеперд стал впоследствии первым комендантом, из заместителей как и шесть других заместителей: Рэндольф Пэйт, Леонард Чепмэн-младший, Роберт Барроу, Пол Келли, Джеймс Эймос и Джозеф Данфорд.
Также как и комендант, его заместитель назначается президентом по совету и согласию Сената и после назначения повышается в звании до генерала. Заместитель коменданта несёт такие же обязанности и ответственность как и сам комендант. С одобрения министра ВМС США заместитель может подписывать за коменданта или нести его полномочия.  В этом случае приказы заместителя имеют ту же силу, что и приказы коменданта. В случае образования вакансии на посту коменданта, отсутствия коменданта или его неспособности исполнять обязанности заместитель исполняет обязанности коменданта, пока не будет назначен преемник или пока комендант не сможет исполнять свои обязанности.
| #  | Фото | Ранг              | Имя                    | Начало срока     | Конец срока                                       | Стал комендантом |
| -- | --- | ----------------- | ---------------------- | ---------------- | ------------------------------------------------- | ---------------- |
| 1  | A black and white image of Lemuel Shepherd, a white male in his Marine Corps dress uniform | Генерал-майор     | Лемюэл Шеперд          | 7 октября 1946   | 14 апреля 1948                                    | Да               |
| 2  | A black and white image of Oliver Smith, a white male in his Marine Corps dress uniform | Генерал-майор     | Оливер Смит            | 15 апреля 1948   | 19 июля 1950                                      | Нет              |
| 3  | A black and white image of Merwin H. Silverthorn | Генерал-лейтенант | Merwin H. Silverthorn  | 19 июля 1950     | 1 февраля 1952                                    | Нет              |
| 4  | A black and white image of Gerald Thomas, a white male in his Marine Corps dress uniform | Генерал-лейтенант | Gerald C. Thomas       | 8 марта 1952     | 1 июля 1954                                       | Нет              |
| 5  | A black and white image of Randolph Pate, a white male in his Marine Corps dress uniform | Генерал-лейтенант | Рэндольф Пэйт          | 1 июля 1954      | 31 декабря 1955                                   | Да               |
| 6  | A black and white image of Vernon Megee, a white male in his Marine Corps dress uniform | Генерал-лейтенант | Vernon E. Megee        | 1 января 1956    | 30 ноября 1957                                    | Нет              |
| 7  | A black and white image of Vernon Megee, a white male in his Marine Corps dress uniform | Генерал-лейтенант | Verne J. McCaul        | 1 декабря 1957   | 31 декабря 1959                                   | Нет              |
| 8  | A black and white image of John C. Munn, a white male in his Marine Corps dress uniform, circa 1964 | Генерал-лейтенант | John C. Munn           | 1 января 1960    | 31 марта 1963                                     | Нет              |
| 9  | A black and white image of Charles Hayes, a white male in his Marine Corps dress uniform | Генерал-лейтенант | Charles H. Hayes       | 1 апреля 1963    | 30 июня 1965                                      | Нет              |
| 10 | A black and white image of Richard Mangrum, a white male in his Marine Corps dress uniform | Генерал-лейтенант | Richard C. Mangrum     | 1 июля 1965      | 30 июня 1967                                      | Нет              |
| 11 | A black and white image of XXX, a white male in his Marine Corps dress uniform | Генерал-лейтенант | Леонард Чепмэн-младший | 1 июля 1967      | 31 декабря 1967                                   | Да               |
| 12 | A black and white image of Lewis Walt, a white male in his Marine Corps dress uniform | Генерал           | Lewis William Walt     | 1 января 1968    | 29 января 1971                                    | Нет              |
| 13 | A black and white image of Keith McCutcheon, a white male in his Marine Corps dress uniform | Генерал           | Keith B. McCutcheon    | 30 января 1971   | 11 марта 1971 (never assumed post due to illness) | Нет              |
| 14 | A black and white image of Raymond Davis, a white male in his Marine Corps dress uniform | Генерал           | Реймонд Дэвис          | 12 марта 1971    | 30 марта 1972                                     | Нет              |
| 15 | A color image of Earl Anderson, a white male in his Marine Corps dress uniform | Генерал           | Earl E. Anderson       | 31 марта 1972    | 30 июня 1975                                      | Нет              |
| 16 | A color image of Samuel Jaskilka, a white male in his Marine Corps dress uniform | Генерал           | Самуэль Яскилка        | 1 июля 1975      | 30 июня 1978                                      | Нет              |
| 17 | A color image of Robert Barrow, a white male in his Marine Corps dress uniform | Генерал           | Роберт Барроу          | 1 июля 1978      | 30 июля 1979                                      | Да               |
| 18 | A color image of Kenneth McLennan, a white male in his Marine Corps dress uniform | Генерал           | Kenneth McLennan       | 1 июля 1979      | 30 июля 1981                                      | Нет              |
| 19 | A color image of Paul Kelley, a white male in his Marine Corps dress uniform | Генерал           | Пол Келли              | 1 июля 1981      | 30 июня 1983                                      | Да               |
| 20 | A color image of John Davis, a white male in his Marine Corps dress uniform | Генерал           | Джон Дэвис             | 1 июля 1983      | 31 мая 1986                                       | Нет              |
| 21 | A color image of Thomas Morgan, a white male in his Marine Corps dress uniform | Генерал           | Thomas R. Morgan       | 1 июня 1986      | 30 июня 1988                                      | Нет              |
| 22 | A color image of Joseph Went, a white male in his Marine Corps dress uniform | Генерал           | Joseph J. Went         | 1 июля 1988      | 31 июля 1990                                      | Нет              |
| 23 | A color image of John Dailey, a white male in his Marine Corps dress uniform | Генерал           | John R. Dailey         | 1 августа 1990   | 31 августа 1992                                   | Нет              |
| 24 | A color image of Walter Boomer, a white male in his Marine Corps dress uniform | Генерал           | Walter E. Boomer       | 1 сентября 1992  | 14 июля 1994                                      | Нет              |
| 25 | A color image of Richard Hearney, a white male in his Marine Corps dress uniform | Генерал           | Richard D. Hearney     | 15 июля 1994     | 26 сентября 1996                                  | Нет              |
| 26 | A color image of Richard Neal, a white male in his Marine Corps dress uniform | Генерал           | Richard I. Neal        | 27 сентября 1996 | 4 сентября 1998                                   | Нет              |
| 27 | A color image of Terrence Dake, a white male in his Marine Corps dress uniform | Генерал           | Terrence R. Dake       | 5 сентября 1998  | 7 сентября 2000                                   | Нет              |
| 28 | A color image of Michael Williams, a white male in his Marine Corps Service A uniform. He is wearing a hat, several ribbons are visible as well as naval aviator insignia. The Marine Corps flag and United States flag are visible in the background.                                                           | Генерал           | Michael J. Williams    | 8 сентября 2000  | 9 сентября 2002                                   | Нет              |
| 29 | A color image of William Nyland, a white male in his Marine Corps Service A uniform. He is not wearing a hat, several ribbons are visible as well as a round badge, rifle and pistol marksmanship badges and naval aviator insignia. The Marine Corps flag and United States flag are visible in the background. | Генерал           | William L. Nyland      | 10 сентября 2002 | 7 сентября 2005                                   | Нет              |
| 30 | A color image of Robert Magnus, a white male in his Marine Corps Service A uniform. He is not wearing a hat, several ribbons are visible as well as a round badge and naval aviator insignia. The Marine Corps flag and United States flag are visible in the background.                                        | Генерал           | Robert Magnus          | 8 сентября 2005  | 2 июля 2008                                       | Нет              |
| 31 | A color image of James Amos, a white male in his Marine Corps Service A uniform. He is not wearing a hat, several ribbons are visible as well as a rifle and pistol marksmanship badges and naval aviator insignia. The Marine Corps flag and United States flag are visible in the background.                  | Генерал           | Джеймс Эймос           | 3 июля 2008      | 22 октября 2010                                   | Да               |
| 32 | A color image of Joseph Dunford, a white male in his Marine Corps Service A uniform. He is not wearing a hat, several ribbons are visible as well as a rifle and pistol marksmanship badges and naval parachutist insignia. The Marine Corps flag and United States flag are visible in the background.          | Генерал           | Джозеф Данфорд         | 23 октября 2010  | 15 декабря 2012                                   | Да               |
| 33 | A color image of John Paxton, a white male in his Marine Corps Service A uniform. He is not wearing a hat, ribbons are visible as well as a basic parachutist badge. The Marine Corps flag and United States flag are visible in the background.                                                                 | Генерал           | Джон Пэкстон           | 15 декабря 2012  | 2 августа 2016                                    | Нет              |
| 34 | A color image of Glenn Walters, a white male in his Marine Corps Service A uniform. He is not wearing a hat, ribbons are visible. The Marine Corps flag and United States flag are visible in the background. | Генерал           | Glenn M. Walters       | 2 августа 2016   | 4 октября 2018                                    | Нет              |
| 35 | A color image of Glenn Walters, a white male in his Marine Corps Service A uniform. He is not wearing a hat, ribbons are visible. The Marine Corps flag and United States flag are visible in the background. | Генерал           | Гэри Л. Томас          | 4 октября 2018   | 7 октября 2021                                    | Нет              |
| 36 | A color image of Glenn Walters, a white male in his Marine Corps Service A uniform. He is not wearing a hat, ribbons are visible. The Marine Corps flag and United States flag are visible in the background. | Генерал           | Эрик М. Смит           | 8 октября 2021   | 23 сентября 2023                                  | Да               |
| 33 | | Генерал           | Кристофер Дж. Махони   | 3 ноября 2023    | В должности                                       | Нет              |